# Stefan Hell
Stefan Walter Hell (Arad, Romania, el 23 de desembre del 1962) és un físic germà-romanès que treballa com a codirector de l'Institut Max Planck de Química Biofísica en Göttingen, Alemanya.
El 2014 va rebre el Premi Kavli en Nanociència, juntament amb Thomas Ebbesen i Sir John Pendry, «per les contribucions transformadores en el camp de la nano-òptica que han superat creences arrelades sobre els límits de la resolució de la microscòpia òptica i les tècniques d'imatge». També va ser guardonat amb el Premi Nobel de Química el 2014 per «el desenvolupament de la microscòpia de fluorescència de súper-resolució» juntament amb Eric Betzig i William E. Moerner.